# Hrušov (Žimutice)
Hrušov je malá vesnice, část obce Žimutice v okrese České Budějovice v Jihočeském kraji. Nachází se asi 1,5 kilometru východně od Žimutic. Je zde evidováno 12 adres. V roce 2011 zde trvale žilo 23 obyvatel.
Hrušov leží v katastrálním území Žimutice o výměře 7,85 km².

## Historie
První písemná zmínka o vesnici pochází z roku 1396.

## Obyvatelstvo
| Rok            | 1869 | 1880 | 1890 | 1900 | 1910 | 1921 | 1930 | 1950 | 1961 | 1970 | 1980 | 1991 | 2001 | 2011 | 2021 |
| -------------- | ---- | ---- | ---- | ---- | ---- | ---- | ---- | ---- | ---- | ---- | ---- | ---- | ---- | ---- | ---- |
| Počet obyvatel | 82   | 101  | 88   | 78   | 92   | 72   | 60   | 55   | 56   | 45   | 42   | 44   | 26   | 23   | 15   |
| Počet domů     | 7    | 7    | 7    | 7    | 7    | 7    | 8    | 8    | 8    | 7    | 8    | 10   | 12   | 12   | 11   |

## Obecní správa
Při sčítání lidu v letech 1850–1924 Hrušov byl osadou obce Bečice v okrese Týn nad Vltavou. Od roku 1924 je částí obce Žimutice, se kterým patřil nejprve do okresu Týn nad Vltavou, ale od roku 1960 v okrese České Budějovice.

## Pamětihodnosti
- Zaniklá ves asi 1300 metrů severozápadně od kostela

## Galerie

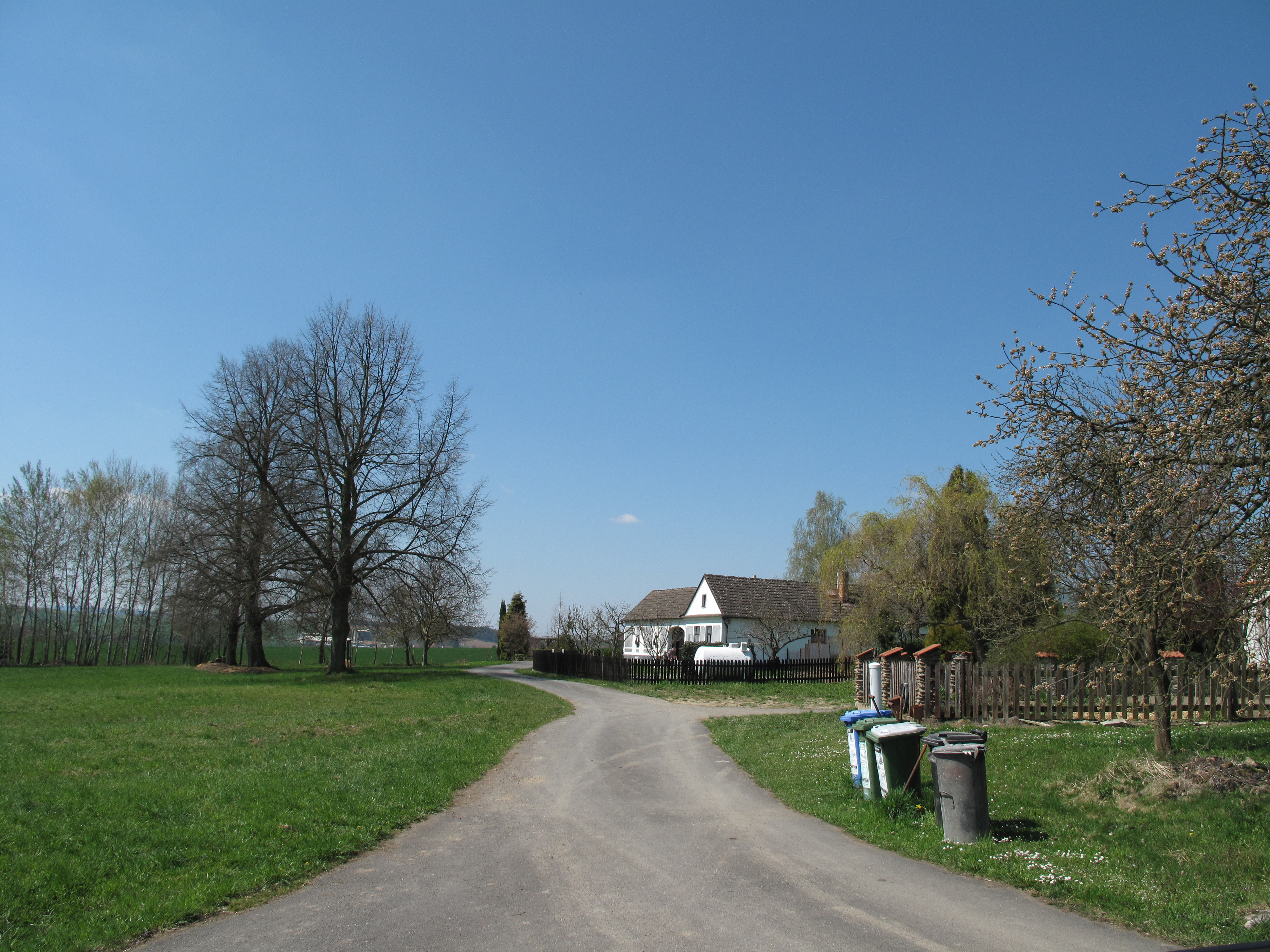
Cesta a domy
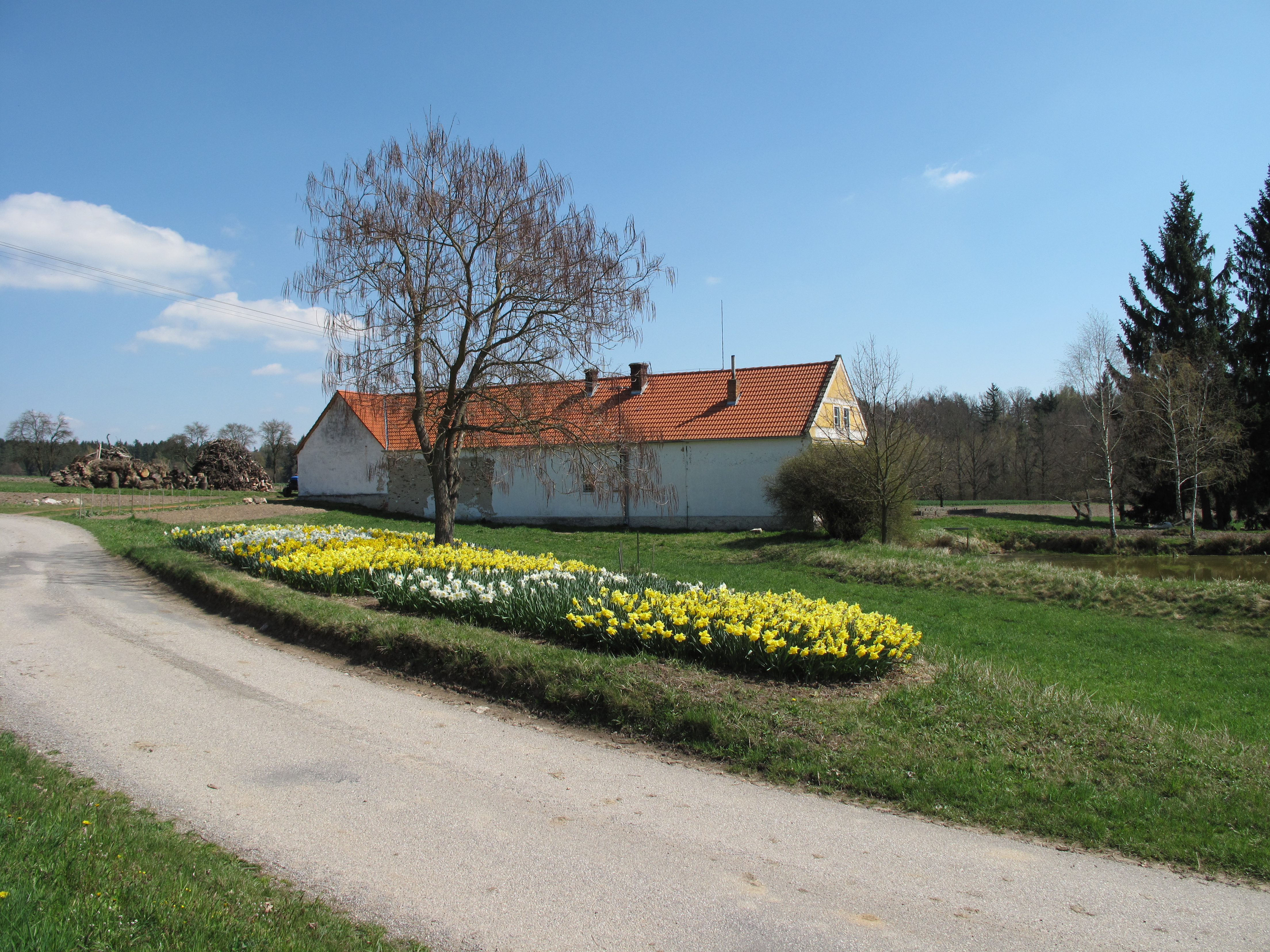
Záhon narcisů